# Vila Fernando (Guarda)
Vila Fernando is een plaats (freguesia) in de Portugese gemeente Guarda en telt 587 inwoners (2001).